# Avia BH-19
Avia BH-19 byl vyvíjený stíhací letoun československé provenience, dolnoplošník, při jehož výrobě se konstruktéři inspirovali strojem Avia BH-3. Letadlo mělo kvalitní rychlostní vlastnosti, když jeho maximální rychlost dosahovala 245 km/h, nicméně letové vlastnosti již tak dobré nebyly.

## Historie
První let se uskutečnil 30. června 1924. Zástupci československé armády následně objednali u společnosti Avia výrobu 24 těchto strojů. Nakonec však objednávka nebyla uskutečněna. Vliv na to měla událost ze 7. srpna 1924, kdy prototyp letounu havaroval a při nehodě zahynul jeho pilot, rotmistr Josef Černohous. Příčina havárie se připisovala nevhodným letovým vlastnostem stroje a Ministerstvo národní obrany Československé republiky rozhodlo, že konstruktérský tým Pavel Beneš – Miroslav Hajn nemá ve vývoji letadla dále pokračovat. Až po pitvě pilota Černohouse se ukázalo, že příčinou neštěstí se stalo protržení jeho zaníceného slepého střeva.
Během posledního měsíce roku 1925 přebrala vojenská správa další prototyp letounu a v průběhu roku 1926 jej podrobila zkouškám ve Vojenském leteckém ústavu studijním (VLÚS). Z nich vzešlo, že letadlo má v maximální rychlosti tendenci přejít do vývrtky. Navíc nosné plochy vibrovaly a vykazovaly směrovou nestabilitu. Oba konstruktéři by si s nalezenými problémy pravděpodobně poradili a z letadla je odstranili, nicméně v době vývoje letadla nebyl časový prostor na dlouhodobější zkoumání a vývoj, a tak byly práce na letadle zastaveny. Společnost Avia tak nakonec přestala jednoplošníkové stíhačky a začala se zaměřovat na dvouplošníky.

## Specifikace (BH-19)
Údaje dle

### Technické údaje
- Osádka: 1 (pilot)
- Délka: 7,37 m
- Rozpětí: 10,80 m
- Nosná plocha: 18,30 m²
- Plošné zatížení: 63 kg/m²
- Hmotnost prázdného letounu: 792 kg
- Vzletová hmotnost: 1 155 kg
- Pohonná jednotka: 1 × osmiválcový vidlicový motor Škoda HS 8Fb
- Výkon pohonné jednotky: 300 k (220 kW)

### Výkony
- Maximální rychlost: 245 km/h
- Cestovní rychlost: 215 km/h
- Dolet: 520 km
- Dostup: 8000 m
- Čas výstupu na 5000 m: 15 min

### Výzbroj
- 2 × synchronizovaný kulomet Vickers vz. 09 ráže 7,7 mm